# Prismata. Beiträge zur Altertumswissenschaft
Prismata. Beiträge zur Altertumswissenschaft ist eine wissenschaftliche Fachbuchreihe, in der Arbeiten aus der Klassischen Philologie veröffentlicht werden. Sie erscheint seit ihrer Gründung 1985 beim Peter Lang Verlag. Derzeitige Herausgeber sind Raban von Haehling, Bruno Bleckmann, Christoph Schubert, Markus Stein und Bernhard Zimmermann.
In der Reihe werden Monographien und Sammelbände publiziert, die sich schwerpunktmäßig mit sowohl kulturhistorischen Aspekten der Literatur und Philosophie der antiken Welt als auch mit Studien zu Poetik und Rhetorik befassen.

## Bandverzeichnis
| Band | Autor/Herausgeber                            | Titel | Jahr | ISBN              |
| 1    | Dietmar Schmitz                              | Zeugen des Prozessgegners in Gerichtsreden Ciceros | 1985 | 3-8204-9000-0     |
| 2    | Ingeborg Weiss                               | Die Italienbücher des Strabon von Amaseia | 1991 | 3-631-43281-X     |
| 3    | Brigitte Richter                             | Vitellius. Ein Zerrbild der Geschichtsschreibung – Untersuchungen zum Prinzipat des A. Vitellius                                                                            | 1992 | 3-631-44753-1     |
| 4    | Dietmar Schmitz                              | Ilona Opelt: Kleine Schriften | 1997 | 3-631-49339-8     |
| 5    | Helga Scholten                               | Der Eunuch in Kaisernähe. Zur politischen und sozialen Bedeutung des praepositus sacri cubiculi im 4. und 5. Jahrhundert n. Chr.                                            | 1995 | 3-631-48693-6     |
| 6    | Peter Nadig                                  | Untersuchungen zum Phänomen der Wahlbestechungen in der römischen Republik                                                                                                  | 1997 | 3-631-31295-4     |
| 7    | Joachim Lehnen                               | Adventus Principis. Untersuchungen zu Sinngehalt und Zeremoniell der Kaiserankunft in den Städten des Imperium Romanum                                                      | 1997 | 3-631-31592-9     |
| 8    | Michael Stemmler                             | Eques Romanus – Reiter und Ritter. Begriffsgeschichtliche Untersuchungen zu den Entstehungsbedingungen einer römischen Adelskategorie im Heer und in den comitia centuriata | 1997 | 3-631-32080-9     |
| 9    | Ludwig Bernays                               | Ars poetica. Studien zu formalen Aspekten der antiken Dichtung | 2000 | 3-631-34685-9     |
| 10   | Lukas Richter                                | Pathos und Harmonía. Melodisch-tonale Aspekte der attischen Tragödie | 2000 | 3-631-36377-X     |
| 11   | Horst Peters                                 | Platons Dialog «Lysis». Ein unlösbares Rätsel? | 2001 | 3-631-37754-1     |
| 12   | Raban von Haehling und Wolfgang Will (Hrsg.) | Studien zum Herrscherbegriff der Historia Augusta und zum antiken Erziehungswesen                                                                                           | 2001 | 3-631-37511-5     |
| 13   | Tobias Arand                                 | Das schmähliche Ende. Der Tod des schlechten Kaisers und seine literarische Gestaltung in der römischen Historiographie                                                     | 2002 | 3-631-39821-2     |
| 14   | Markus Sigismund                             | Über das Alter. Eine historisch-kritische Analyse der Schriften „Über das Alter“/„περὶ γήρως“ von Musonius, Favorinus und Iuncus                                            | 2003 | 3-631-51182-5     |
| 15   | Detlef Urban                                 | Die augusteische Herrschaftsprogrammatik in Ovids «Metamorphosen» | 2005 | 3-631-53800-6     |
| 16   | Martin Drechsler                             | Interpretationen der Beweismethoden in der Syllogistik des Aristoteles sowie ein logisch-semantischer Kommentar zu den Analytica priora I, 1, 2, 4-7                        | 2005 | 3-631-53409-4     |
| 17   | Simone Kroschel                              | «Wenig verlangt die Natur». Naturgemäß leben, Einfachheit und Askese im antiken Denken                                                                                      | 2008 | 978-3-631-58066-0 |
| 18   | Karl-Heinz von Rothenburg                    | Geschichte und Funktion von Abbildungen in lateinischen Lehrbüchern. Ein Beitrag zur Geschichte des textbezogenen Bildes                                                    | 2009 | 978-3-653-00276-8 |
| 19   | Natalia Pedrique                             | Logos dynastes. Dichtung und Rhetorik in Platons „Gorgias“ | 2011 | 978-3-631-61950-6 |
| 20   | Georgios Kraias                              | Epische Szenen in tragischem Kontext. Untersuchung zu den Homer-Bezügen bei Aischylos                                                                                       | 2011 | 978-3-631-62150-9 |
| 21   | Thomas Bounas                                | Die Kriegsrechtfertigung in der attischen Rhetorik des 4. Jh. v. Chr. Vom Korinthischen Krieg bis zur Schlacht bei Chaironeia (395–338 v. Chr.)                             | 2016 | 978-3-653-95956-7 |
| 22   | Jens-Frederik Eckholdt                       | Von göttlicher Vorsehung bis Zufall. «Tyche» im Werk des Plutarch von Chaironeia                                                                                            | 2019 | 978-3-631-76980-5 |
| 23   | Sophie Röder                                 | Kaiserliches Handeln im 3. Jahrhundert als situatives Gestalten. Studien zur Regierungspraxis und zu Funktionen der Herrschaftsrepräsentation des Gallienus                 | 2019 | 978-3-631-79119-6 |